# 普雷斯頓維爾 (肯塔基州)
普雷斯頓維爾（英語：Prestonville）是一個位於美國肯塔基州卡洛爾縣的城市。

## 地方資料
根據2020年美國人口普查的數據，普雷斯頓維爾的面積為0.58平方千米，當中陸地面積為0.56平方千米，而水域面積為0.02平方千米。當地共有人口171人，而人口密度為每平方千米294.83人。